# James Anderson (marin)
Pour les articles homonymes, voir James Anderson.
James Anderson, né à Dumfries le 4 juin 1824 et mort à Londres le 17 mai 1893, est un marin britannique.

## Biographie
Il étudie à la Dumfries Academy (en) et entre dans la marine marchande en 1840. Capitaine, il est engagé en 1851 par la Cunard Line et commande divers navires dont le China et le Great-Eastern dont il est le commandant en 1865-1866 lors de la pose du câble télégraphique transatlantique.
James Anderson est aussi connu pour être mentionné par Jules Verne dans les romans 20 000 lieues sous les mers et P'tit-bonhomme et surtout pour être un des personnages d'Une ville flottante.